# برد گوری شلیل علیا ۱
برد گوری شلیل علیا ۱ مربوط به هزاره اول قبل از میلاد است و در شهرستان اردل، بخش میانکوه، روستای شلیل علیا واقع شده و این اثر در تاریخ ۸ مرداد ۱۳۸۱ با شمارهٔ ثبت ۵۹۸۷ به‌عنوان یکی از آثار ملی ایران به ثبت رسیده است.